# Eduardo VIII do Reino Unido
Eduardo VIII, nascido Eduardo Alberto Cristiano Jorge André Patrício Davi (em inglês:  Edward Albert Christian George Andrew Patrick David); (White Lodge, 23 de junho de 1894 – Neuilly-sur-Seine, 28 de maio de 1972), mais tarde conhecido como Duque de Windsor, foi o Rei do Reino Unido e dos Domínios Britânicos e Imperador da Índia de 20 de janeiro de 1936 até sua abdicação em dezembro do mesmo ano. Filho mais velho do rei Jorge V e da rainha Maria de Teck. Como membro da família real britânica, ele pertencia a Casa de Windsor fundada por seu pai.
Antes de sua ascensão ao trono, Eduardo foi Príncipe de Gales, Duque da Cornualha e Rothesay. Quando jovem, serviu nas Forças Armadas do Reino Unido durante a Primeira Guerra Mundial e realizou várias viagens ao exterior em nome de seu pai, Jorge V. Esteve envolvido com várias mulheres mais velhas e casadas, mas permaneceu solteiro até depois de sua abdicação como rei.
Eduardo tornou-se rei com a morte de seu pai, no início de 1936. Ele mostrava-se impaciente com os protocolos da corte e sua aparente indiferença para com as convenções constitucionais estabelecidas preocupava os políticos. Com poucos meses de reinado, ele causou uma crise constitucional ao propor casamento à socialite americana Wallis Simpson, divorciada do primeiro marido e em vias de se divorciar do segundo. Os primeiros-ministros do Reino Unido e dos domínios eram contrários ao casamento, argumentando que o povo nunca aceitaria uma mulher divorciada com dois ex-maridos vivos como rainha. Além disso, tal casamento entraria em conflito com o status de Eduardo como Governador Supremo da Igreja de Inglaterra, que proibia o casamento de pessoas divorciadas enquanto seus ex-cônjuges ainda estivessem vivos. Eduardo sabia que o governo liderado pelo primeiro-ministro britânico Stanley Baldwin renunciaria se os planos de casamento fossem em frente, o que poderia arrastar o rei a uma eleição geral e arruinar seu status de monarca constitucional politicamente neutro. Optando por não encerrar seu relacionamento com Wallis Simpson, Eduardo acabou por abdicar, sendo sucedido por seu irmão mais novo, Alberto, que escolheu o título de Jorge VI. Ocupando o trono por apenas 326 dias, Eduardo foi um dos monarcas com o reinado mais curto em toda a história britânica e da Commonwealth. Ele nunca foi coroado.
Após sua abdicação, foi-lhe concedido o título de Duque de Windsor. Casou-se com Wallis Simpson na França, em 3 de junho de 1937, após a confirmação do segundo divórcio dela. Nesse mesmo ano, o casal visitou a Alemanha. Durante a Segunda Guerra Mundial, ele serviu inicialmente na missão militar britânica na França, mas, após acusações de que nutria simpatias pelo nazismo, foi designado governador das Bahamas. Com o término da guerra, ele nunca mais desempenhou outra função oficial, passando o resto de sua vida retirado na França.

## Primeiros anos

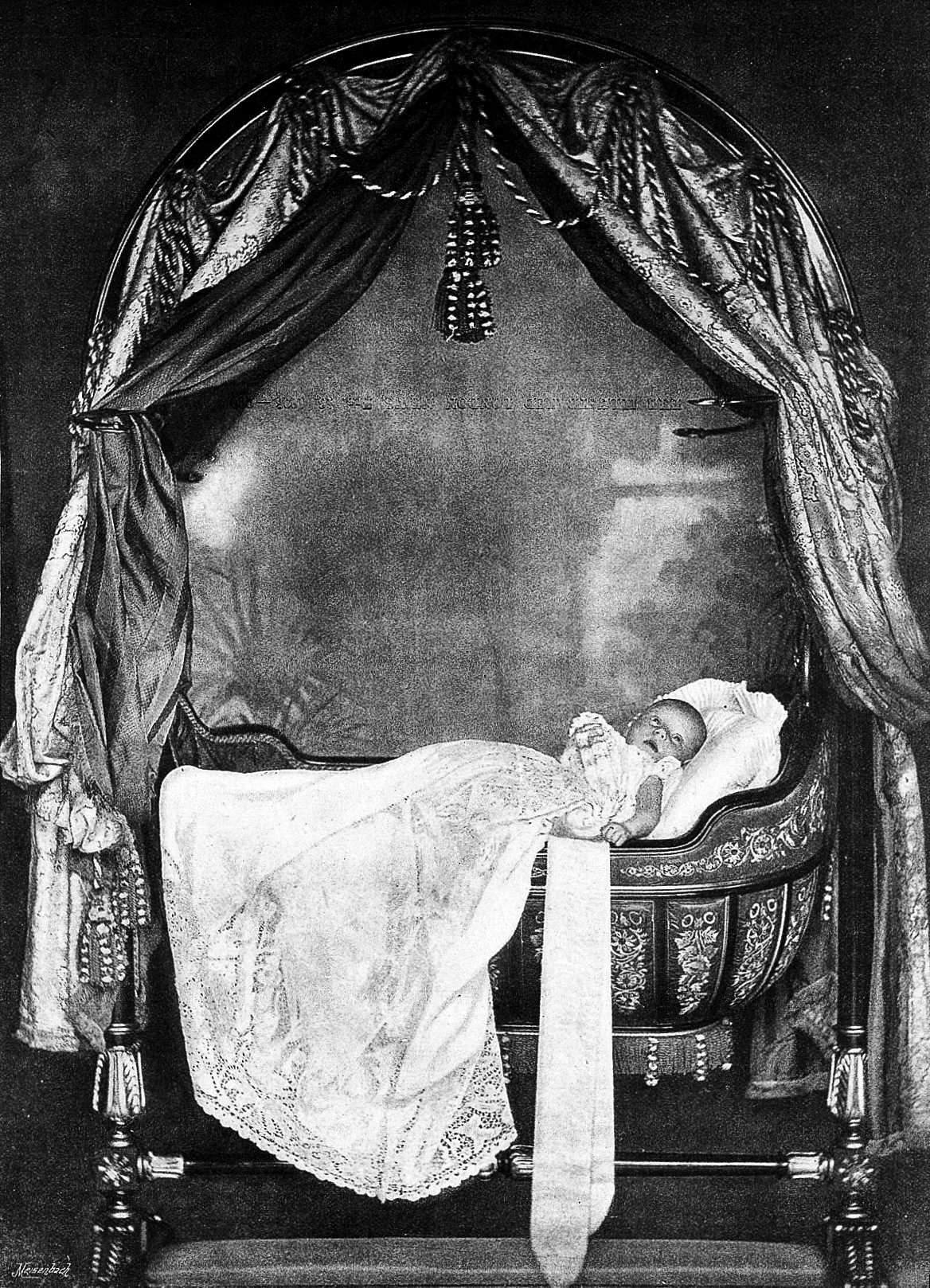
Eduardo bebê, em Dezembro de 1894

Eduardo nasceu em 23 de junho de 1894, em White Lodge, Richmond Park, nos arredores de Londres, durante o reinado de sua bisavó, a rainha Vitória. Era o filho mais velho do duque e duquesa de Iorque (futuros rei  Jorge V e rainha Maria) e neto dos príncipe e princesa de Gales (futuros rei Eduardo VII e rainha Alexandra) pelo lado paterno e do duque e duquesa de Teck (Francisco e Maria Adelaide) pelo lado materno. Como bisneto da monarca pela linha masculina, ele foi nomeado Sua Alteza o Príncipe Eduardo de Iorque no nascimento.
Foi batizado como Eduardo Alberto Cristiano Jorge André Patrício Davi, no salão verde de White Lodge, em 16 de julho 1894, por Edward White Benson, arcebispo da Cantuária. Os nomes foram escolhidos em homenagem ao seu falecido tio Alberto, chamado familiarmente de "Eddy" ou Eduardo, e seu bisavô, o rei Cristiano IX da Dinamarca. O nome Alberto foi incluído a pedido da rainha Vitória e os seus últimos quatro nomes - Jorge, André, Patrício e Davi - são os dos santos padroeiros da Inglaterra, Escócia, Irlanda e País de Gales. Entre familiares e amigos próximos, o príncipe sempre foi chamado pelo seu último nome, Davi.
Assim como outras crianças de classe alta da época, Eduardo e seus irmãos mais novos foram criados por babás e não diretamente por seus pais. Uma de suas primeiras babás beliscava-o todas as vezes em que ele era apresentado aos pais, provocando choros e gemidos que faziam com que o duque e a duquesa mandasse-os sair de sua presença. A babá foi posteriormente despedida.
O pai de Eduardo, embora disciplinador severo, foi comprovadamente afetuoso, e sua mãe mostrava-se brincalhona com os filhos, o que desmentia a sua austera imagem pública. Ela se divertia com as crianças preparando torradas.

## Educação
Inicialmente, Eduardo teve aulas em casa com sua tutora, Helen Bricka. Após a morte da rainha Vitória, em 1901, seus pais viajaram pelo Império Britânico por quase nove meses, mas Eduardo e seus irmãos permaneceram na Inglaterra sob os cuidados de seus avós, o rei Eduardo VII e a rainha Alexandra. Com o retorno dos príncipes de Gales, Eduardo foi colocado sob a tutoria de dois homens, Frederick Finch e Henry Hansell, que praticamente criaram os pequenos príncipes no restante de sua primeira infância.
Eduardo teve o rigoroso Hansell como seu preceptor até próximo dos 13 anos de idade, quando prestou os exames para ingresso na Osborne Naval College, iniciando seus estudos em 1907. Dois anos depois, transferiu-se para o Royal Naval College, em Dartmouth, para um curso de dois anos, seguidos de sua entrada na Marinha Real. Entretanto, com a morte de Eduardo VII e a ascensão ao trono de seu pai, em 6 de maio de 1910, Eduardo tornou-se automaticamente Duque da Cornualha e de Rothesay e nomeado príncipe de Gales um mês após, em seu 16º aniversário. Como sua nova situação exigia uma preparação mais efetiva às suas futuras responsabilidades como rei, ele foi retirado do curso naval antes da formatura oficial e serviu por três meses como guarda-marinha a bordo do couraçado Hindustan. Em seguida, entrou para o Magdalen College, em Oxford, para o qual, na opinião de seus biógrafos, estava despreparado intelectualmente. Após a conclusão de oito trimestres, Eduardo saiu de Oxford sem quaisquer qualificações acadêmicas.

## Príncipe de Gales

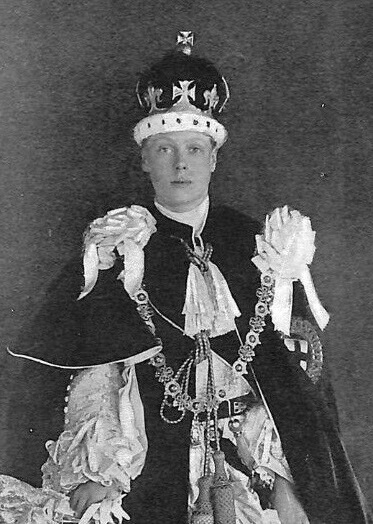
Eduardo na coroação de seu pai

Eduardo foi oficialmente investido como príncipe de Gales, numa cerimônia especial no Castelo de Caernarfon, em 13 de julho de 1911. A posse ocorreu no País de Gales por incentivo do político galês David Lloyd George, condestável do castelo e ministro do tesouro no governo liberal. Lloyd George criou uma cerimônia no estilo de um desfile de galês e ensinou Eduardo a falar algumas palavras naquela língua.
Quando eclodiu a Primeira Guerra Mundial (1914-1918), Eduardo havia atingido a idade mínima para o serviço ativo e fez questão de alistar-se. Ele se juntou aos Grenadier Guards em junho de 1914 e, apesar de sua disposição em servir na linha de frente, não obteve permissão do secretário de Estado da Guerra, lord Kitchener, que alegou o imenso dano que haveria se o herdeiro do trono fosse capturado pelo inimigo.
Apesar disso, Eduardo testemunhou a guerra das trincheiras e visitava a linha de frente sempre que podia, o que rendeu-lhe a Military Cross em 1916. Seu papel na guerra, embora limitado, tornou-o popular entre os veteranos do conflito. Ele realizou seu primeiro voo militar em 1918 e ganhou mais tarde um brevê de piloto.
Durante toda a década de 1920, como príncipe de Gales, Eduardo representou o pai em muitas ocasiões dentro e fora da Grã-Bretanha. Ele tomou um interesse particular em visitar as áreas atingidas pela pobreza no país, e empreendeu 16 excursões por várias partes do império entre 1919 e 1935. Durante uma viagem ao Canadá, em 1919, adquiriu a fazenda Bedingfield, próximo a Pekisko, em Alberta, e em 1924, ele doou o Troféu Prince of Wales à National Hockey League. Sua posição, viagens, boa aparência e o status de solteiro atraiu muito a atenção do público e, no auge de sua popularidade, Eduardo foi a celebridade mais fotografada do seu tempo.
Suas atitudes para com muitos dos súditos do império e vários povos estrangeiros, tanto em seu período como Príncipe de Gales como depois, como Duque de Windsor, foram pouco comentadas na época, mas comprometeram sua reputação posteriormente. Ele declarou, sobre os aborígenes australianos: "eles são a forma mais revoltante de criaturas vivas que eu já vi! Eles são a menor forma conhecida de seres humanos e são a coisa mais próxima de macacos".

## Noivas em potencial
Havia discussões antes da Primeira Guerra Mundial de um casamento entre o príncipe de Gales e uma das filhas do czar russo Nicolau II, mais especificamente Olga ou Tatiana. A princesa Vitória Luísa da Prússia, única filha do cáiser Guilherme II da Alemanha, também foi apontada como possível pretendente. Nesse ínterim, Eduardo declarou que gostaria de se casar com Carolina Matilde de Schleswig-Holstein, que, segundo ele, era "a única princesa moderadamente atraente da Europa". De qualquer forma, com a eclosão da Grande Guerra, a Revolução Russa e a ascensão do sentimento anti-alemão na Grã-Bretanha, quaisquer destas possibilidades foram descartadas.
Em 1918, os jornais publicaram relatos de um possível noivado entre Eduardo - que na altura servia na Itália - e a filha mais velha do rei italiano Vítor Emanuel III, a princesa Iolanda de Saboia. Não havia base para esses rumores, mas eles ressuscitaram em 1919 quando Iolanda se juntou a sua mãe Helena de Montenegro, sua irmã Mafalda e a duquesa de Aosta em uma visita a Paris, onde o príncipe estava ao mesmo tempo. Ainda durante a guerra, Eduardo propôs casamento a lady Rosemary Leveson-Gower, filha mais nova duque de Sutherland. Ela parecia uma canditada adequada, mas o rei Jorge e a rainha Maria expressaram sua desaprovação ao enlace devido ao fato dela ser sobrinha da condessa de Warwick. A condessa tinha sido amante do avô do Eduardo, Eduardo VII, e quando da morte deste tentou extorquir a família real britânica ameaçando-a divulgar cartas românticas trocadas entre ela e o defunto rei, tornando um romance entre o Eduardo e Rose indesejável.
No ínicio da década de 1920, rumores ligavam a princesa Olga da Grécia, considerada como uma das mais belas jovens do seu tempo, ao príncipe de Gales. Ambos teriam se conhecido num baile da alta sociedade britânica celebrado por lady Zia Wernher. Todavia, Olga se apaixonou pelo príncipe iugoslavo Paulo Karađorđević, quem conheceu no mesmo baile e com quem se casou em 1923.
Em 1928, a princesa Ingrid da Suécia foi convidada para Londres pelo rei Jorge V e a rainha Maria para conhecer o príncipe de Gales e seu irmão o duque de Kent. Os reis desejavam um compromisso entre Ingrid e um de seus filhos. No entanto, nenhum dos dois se interessou pela princesa sueca.
Na década de 1930, Adolf Hitler, ansioso em revitalizar a união anglo-alemã através de um casamento entre as casas reais do Reino Unido e Alemanha, solicitou ao duque de Brunsvique que organizasse um casamento entre sua filha, a princesa Frederica de Hanôver - na altura apenas com 16 anos - e o príncipe de Gales. Em suas memórias, a mãe de Frederica, a princesa Vitória Luísa, descreveu que ela e seu marido estavam "destroçados" e tal possibilidade "nunca havia passado por nossas mentes". A própria Vitória Luísa já havia sido considerada uma noiva em potencial para Eduardo. Além disso, a diferença de idade era muito grande - o Eduardo era vinte e três anos mais velho que Frederica - e seus pais não estavam dispostos a "colocar tal pressão" sobre sua filha.
Quando já era rei, em 1936, a última pretendente seriamente discutida como candidata ideal para Eduardo foi a princesa Alexandrina Luísa da Dinamarca. Nesse ínterim, Eduardo VIII já se relacionava com a americana divorciada Wallis Simpson e não estava disposto a terminar seu romance, tampouco se casar com quem ele não amava. Por fim, Eduardo VIII acabaria abdicando do trono para se casar com Simpson e Alexandrina se tornaria esposa do Conde de Castell.

### Romances

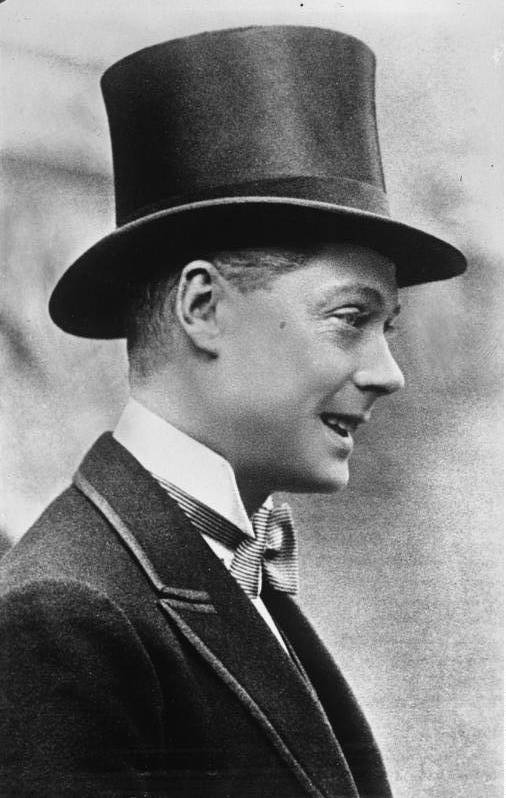
O Príncipe de Gales, em 1932

Eduardo era um mulherengo compulsivo e seu comportamento imprudente nos anos 1920 e 1930 preocupavam o primeiro-ministro Baldwin, o rei Jorge V e as pessoas próximas ao príncipe. Alan Lascelles, secretário particular de Eduardo por oito anos, acreditava nesse período que "por alguma razão hereditária ou fisiológica seu desenvolvimento mental normal parou quando ele chegou à adolescência". Jorge V estava decepcionado com o fracasso de Eduardo em estabelecer-se na vida, desgostoso com seus casos com mulheres casadas e relutante em vê-lo herdar a coroa. "Depois que eu morrer", disse o rei, "o menino vai arruinar-se em 12 meses".
Em 1929, a revista Time afirmou que Eduardo provocava sua cunhada Elizabeth, esposa de seu irmão mais novo Alberto, chamando-a "Rainha Elizabeth". A revista questionava se "ela não se perguntaria às vezes o quanto de verdade havia na anedota que ele contava sobre renunciar aos seus direitos após a morte de Jorge V - o que transformaria seu apelido em realidade". Eduardo cresceu e permaneceu solteiro, mas seu irmão e sua cunhada tiveram duas filhas, incluindo a princesa Isabel. Jorge V protegia seu filho Alberto ("Bertie") e sua neta ("Lilibet") e chegou a comentar com um cortesão: "Rezo a Deus para que meu filho mais velho [Eduardo] nunca se case nem tenha filhos e nada ficará entre Bertie e Lilibet e o trono ".
Em 1930, Eduardo ganhou de seu pai a residência de Fort Belvedere, no Windsor Great Park. Lá, Eduardo teve relações com uma série de mulheres casadas incluindo a herdeira do ramo têxtil Freda Dudley Ward e lady Thelma Furness, a esposa americana de um nobre britânico, que apresentou o príncipe para sua amiga e compatriota Wallis Simpson, divorciada do primeiro marido em 1927 e casada em segundas núpcias com o empresário anglo-americano Ernest Aldrich Simpson. Vários autores são unânimes em declarar que Wallis e o príncipe de Gales tornaram-se amantes durante uma viagem de lady Furness ao exterior, embora Eduardo insistisse veementemente ao pai que não havia intimidade entre eles e que, por isso, não era apropriado descrevê-la como sua amante. A ligação entre os dois enfraqueceu ainda mais a má relação do príncipe com seu pai e, embora o rei e a rainha já tivessem recebido Simpson no Palácio de Buckingham em 1935, eles recusaram-se a recebê-la posteriormente.
A preocupação gerada pelo caso entre Eduardo e uma divorciada americana chegou a tal ponto que o casal passou a ser seguido por agentes do Special Branch da Polícia Metropolitana, que investigaram secretamente a natureza do relacionamento. Um relatório detalhado (sem data) sobre uma visita do casal a uma loja de antiguidades, relata a impressão do proprietário: "a senhora parecia ter PDG [Príncipe de Gales] completamente sob seu polegar". A possibilidade de ter uma americana divorciada com um passado questionável exercendo tanta influência sobre o herdeiro aparente deixou ansiosos os membros do governo e do establishment.

## Reinado

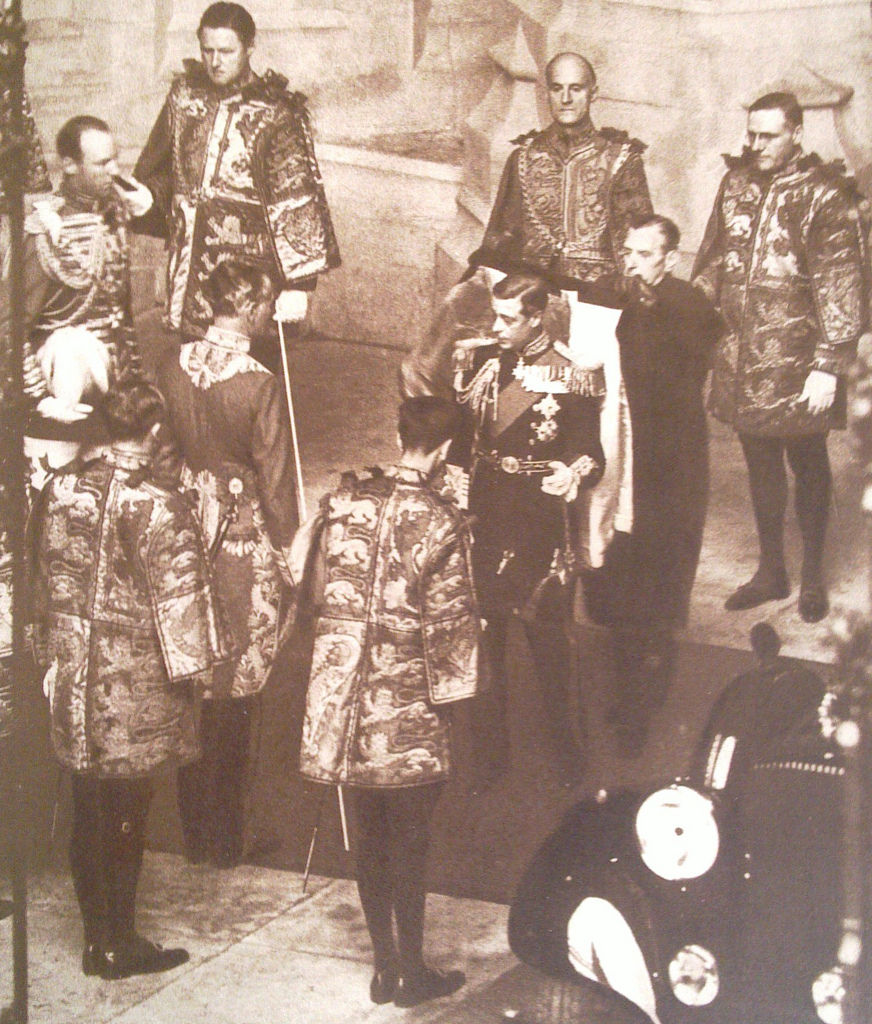
Eduardo VIII cercado por arautos do College of Arms antes de sua única Cerimônia de Abertura do Parlamento, em 3 de novembro de 1936

Com a morte de Jorge V, em 20 de janeiro de 1936, Eduardo subiu ao trono com o título de Eduardo VIII. No dia seguinte, ele quebrou o protocolo real ao assistir à proclamação da sua própria ascensão de uma janela, na companhia da ainda casada Wallis Simpson. Eduardo tornou-se o primeiro monarca do Império Britânico a viajar em um avião, quando voou de Sandringham para Londres para seu Conselho de Ascensão.
Eduardo causou mal-estar nos círculos governamentais com ações que foram interpretadas como interferência em assuntos políticos. O comentário de que "algo deve ser feito", dito durante uma visita às aldeias "deprimidas" e aos mineiros desempregados de Gales do Sul, foi visto como uma crítica direta ao governo, embora nunca tenha ficado claro se Eduardo tinha alguma intenção específica quanto a isso. Os ministros do governo relutavam em enviar relatórios confidenciais e documentos de Estado ao Fort Belvedere, porque estava claro que Eduardo dedicava pouca atenção a eles e que sua discrição com relação aos assuntos constitucionais e políticos não era confiável. Temia-se que Wallis Simpson e outros convidados da residência tivessem acesso aos documentos de Estado e que as informações confidenciais neles contidas pudessem ser indevidamente ou inadvertidamente divulgadas, prejudicando os interesses nacionais.
A abordagem pouco ortodoxa de Eduardo à sua posição também se aplicou à moeda que trazia sua efígie. Ele rompeu com a tradição de cunhar a face real voltada para a direção oposta à do rei anterior, insistindo que sua face esquerda (mesma posição de seu antecessor) deveria ser representada para evidenciar a repartição de seus cabelos. Apenas um punhado de moedas de teste foram cunhadas antes da abdicação e quando Jorge VI assumiu o trono, também teve sua face esquerda retratada, sugerindo que a tradição havia sido mantida e que todas as moedas com a face de Eduardo exibiam sua face direita.

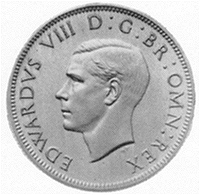
Moeda com a efígie de Eduardo VIII voltada para a esquerda

Em 16 de julho de 1936, um criminoso irlandês chamado Jerome Bannigan, alias George Andrew McMahon, portava um revólver carregado enquanto Eduardo andava a cavalo pela Constitution Hill, próximo ao Palácio de Buckingham. A polícia avistou a arma e se lançou sobre ele, prendendo-o rapidamente. No julgamento Bannigan, ele alegou que "uma potência estrangeira" aproximou-se dele para matar Eduardo, que havia informado o MI5 do plano e que estava no local apenas para ajudar a pegar os verdadeiros culpados. O tribunal rejeitou as alegações e condenou-o a um ano de prisão por "intenção de alarmar". Pensa-se agora que Bannigan realmente havia estado em contato com o MI5, mas a veracidade do restante de suas alegações permanece obscura.
Entre agosto e setembro, Eduardo e Wallis cruzaram o Mediterrâneo Oriental a bordo do iate a vapor Nahlin. Em outubro, foi ficando claro que o novo rei planejava se casar com a americana, especialmente quando o processo de divórcio dos Simpsons foi trazido para Ipswich Assizes. Os preparativos para qualquer eventualidade foram feitos, incluindo a possibilidade da coroação do rei Eduardo e da rainha Wallis. Devido às implicações religiosas de qualquer casamento, foram feitos planos para realizar uma cerimônia de coroação secular não no local religioso tradicional, a Abadia de Westminster, mas na Banqueting House, em Whitehall.
Apesar dos boatos sobre seu caso serem muito divulgados nos Estados Unidos, a mídia britânica silenciou-se voluntariamente e o público não soube de nada até o início de dezembro.

## Abdicação

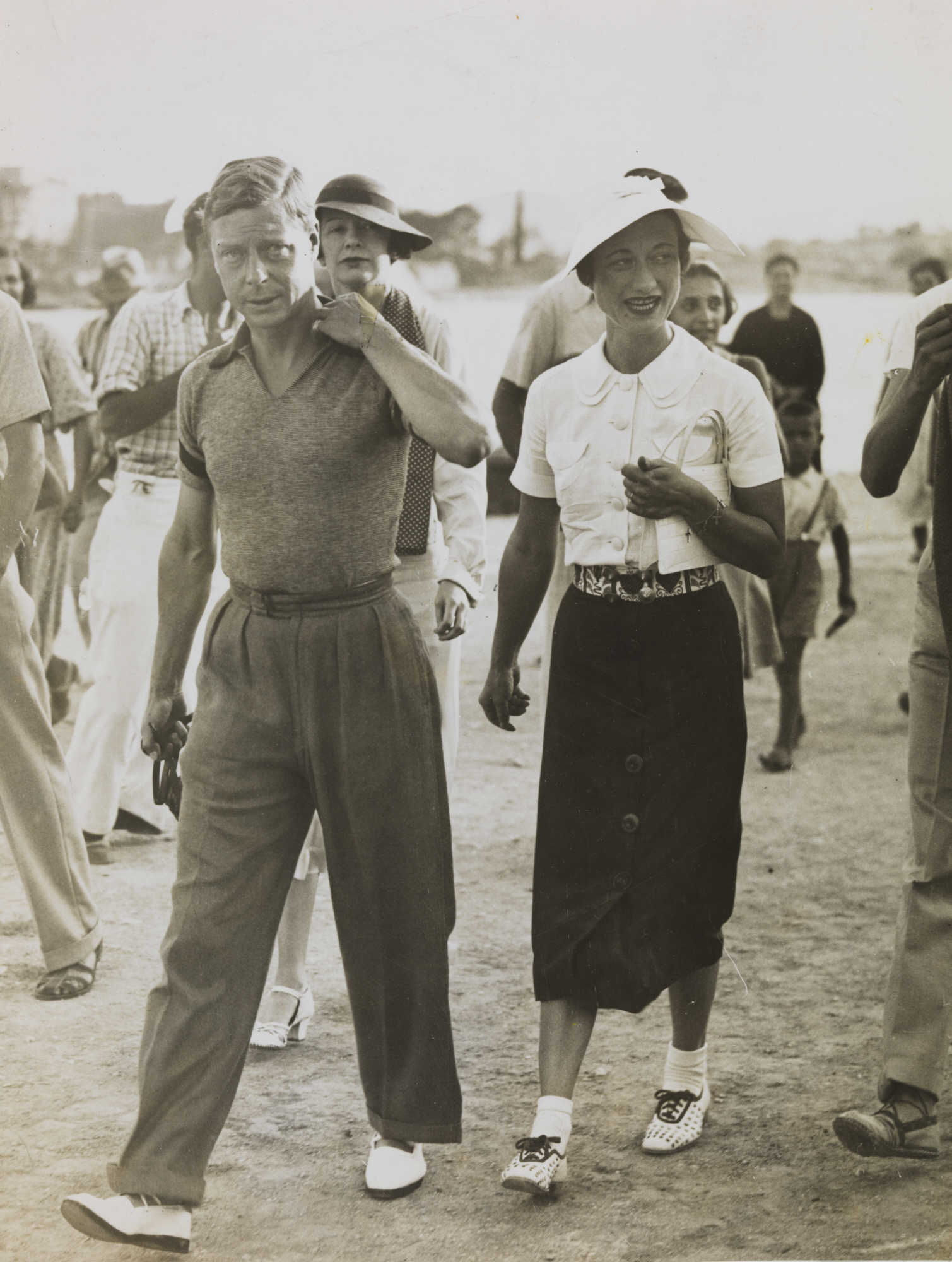
Eduardo VIII e Wallis Simpson durante suas férias na Iugoslávia em 1936

Em 16 de novembro de 1936, Eduardo convidou o primeiro-ministro Stanley Baldwin ao Palácio de Buckingham e expressou seu desejo de se casar com Wallis Simpson tão logo ela estivesse livre para casar-se novamente. Baldwin informou-lhe que seus súditos considerariam o casamento moralmente inaceitável, principalmente porque uma nova união após o divórcio era rejeitada pela Igreja da Inglaterra e o povo não toleraria Wallis como rainha. Como rei, Eduardo ocupava o posto de Governador Supremo da Igreja da Inglaterra e o clero esperava que ele apoiasse seus ensinamentos.
Eduardo propôs uma solução alternativa com um casamento morganático, no qual ele permaneceria rei, mas Wallis não se tornaria rainha. Em vez disso, ela desfrutaria de algum título menor e os filhos que pudessem ter não herdariam o trono. Isso também foi rejeitado pelo Gabinete Britânico, bem como pelos governos dos Domínios, cujas opiniões foram solicitadas nos termos do Estatuto de Westminster de 1931, que previa, em parte, que "qualquer alteração na lei no tocante à Sucessão do Trono, ao Tratamento Real e Títulos deverá requerer o consentimento dos parlamentos de todos os domínios, bem como o do Parlamento do Reino Unido". Os primeiros-ministros da Austrália, Canadá e África do Sul deixaram clara sua oposição ao rei se casar com uma divorciada; o primeiro-ministro irlandês manifestou indiferença e distanciamento, enquanto o primeiro-ministro da Nova Zelândia, sem nunca ter ouvido falar anteriormente de Wallis Simpson, declarou que apoiaria a decisão de Londres. Confrontado com essa oposição, Eduardo inicialmente alegou que "não havia muitas pessoas na Austrália" e que a opinião deles não importava.
O rei informou a Baldwin que abdicaria se não pudesse se casar com Simpson. O primeiro-ministro, então, apresentou três opções a Eduardo: desistir da ideia do casamento, casar-se contra a vontade de seus ministros ou abdicar. Estava claro que Eduardo não estava preparado para desistir de Wallis Simpson, mas ele sabia que casar-se contra o conselho de seus ministros levaria à demissão do gabinete, provocando uma crise constitucional. Ele escolheu a abdicar.
Em 10 de dezembro de 1936, em Fort Belvedere, Eduardo assinou o "Instrumento de Abdicação" na presença de seus irmãos mais novos: príncipe Alberto, Duque de Iorque, o próximo na linha de sucessão ao trono, o príncipe Henrique, Duque de Gloucester e o príncipe Jorge, Duque de Kent. No dia seguinte, seu último ato como rei foi dar o consentimento real à Lei da Declaração de Abdicação de Sua Majestade de 1936. Conforme exigido pelo Estatuto de Westminster, todos os Domínios consentiram com a abdicação, embora o Estado Livre da Irlanda só tenha dado concordância em 12 de dezembro, com a aprovação da Lei das Relações Externas, que excluía de sua constituição qualquer menção à Coroa.
Na noite de 11 de dezembro de 1936, Eduardo, agora novamente príncipe, fez um pronunciamento à nação e ao império, explicando sua decisão de abdicar. Nessa transmissão, ele diria a famosa frase: "Eu achei impossível carregar o pesado fardo da responsabilidade e cumprir meus deveres como rei, como eu gostaria de fazer, sem a ajuda e o apoio da mulher que eu amo".
Após a transmissão, Eduardo partiu para a Áustria, mas não se juntou à Wallis Simpson até que o divórcio dela fosse ratificado, alguns meses mais tarde. Seu irmão, o príncipe Alberto, subiu ao trono como Jorge VI e sua filha mais velha, a princesa Isabel, tornou-se a primeira na linha de sucessão, como herdeira presuntiva.

## Ducado de Windsor
Em 12 de dezembro de 1936, na reunião de ascensão do Conselho Privado, Jorge VI anunciou que fez de seu irmão "Sua Alteza Real, o Duque de Windsor". Ele queria que este fosse o primeiro ato de seu reinado, embora os documentos formais tenham sido assinados somente em 8 de março do ano seguinte. Nesse ínterim, Eduardo era universalmente conhecido como Duque de Windsor. A decisão de Jorge VI de criar um ducado real para Eduardo assegurava que este não poderia concorrer às eleições para a Câmara dos Comuns nem tratar de assuntos políticos na Câmara dos Lordes.
Carta-patente datada de 27 de maio de 1937 conferiu novamente o "título, estilo ou atributo de Alteza Real" ao Duque de Windsor, mas determinava explicitamente que "sua mulher e seus descendentes, se houverem, não portarão esse título ou atributo". Para alguns ministros britânicos a reconfirmação era desnecessária, uma vez que Eduardo havia mantido o estilo quando abdicou e que Wallis Simpson obteria automaticamente o status de esposa de um príncipe com o estilo de "Sua Alteza Real"; outros sustentavam que ele havia perdido toda a classificação real e, como rei que abdicou, não deveria mais carregar qualquer título real ou estilo, sendo designado simplesmente como "Sr. Edward Windsor". Em 14 de abril de 1937, o procurador-geral sir Donald Somervell submeteu ao secretário para assuntos internos, sir John Simon, um memorando resumindo os pontos de vista do lord advogado T.M. Cooper, do conselheiro parlamentar sir Granville Ram e dele próprio:
1- Inclinamo-nos à opinião de que, em sua abdicação, o Duque de Windsor não poderia ter reivindicado o direito de ser tratado como Alteza Real. Em outras palavras, nenhuma objeção razoável poderia ter sido aceita se o rei decidiu que sua exclusão da sucessão linear o excluiu também do direito ao título conferido pela carta-patente em questão.
2- A questão, entretanto, deve ser considerada em função do fato de que, por razões que são facilmente compreensíveis, ele, com a aprovação expressa de Sua Majestade, goza deste título e tem sido referido como Alteza Real em ocasiões e documentos formais . À luz do precedente, parece claro que a esposa de uma Alteza Real goza do mesmo título, a menos que algo específico seja feito para privá-la disso.
3- Chegamos à conclusão de que a esposa não poderia reivindicar tal direito em nenhuma base jurídica. O direito de usar este estilo ou título, a nosso ver, está dentro da prerrogativa de Sua Majestade e ele tem o poder de regulamentá-la ordinariamente por carta-patente ou em circunstâncias específicas.

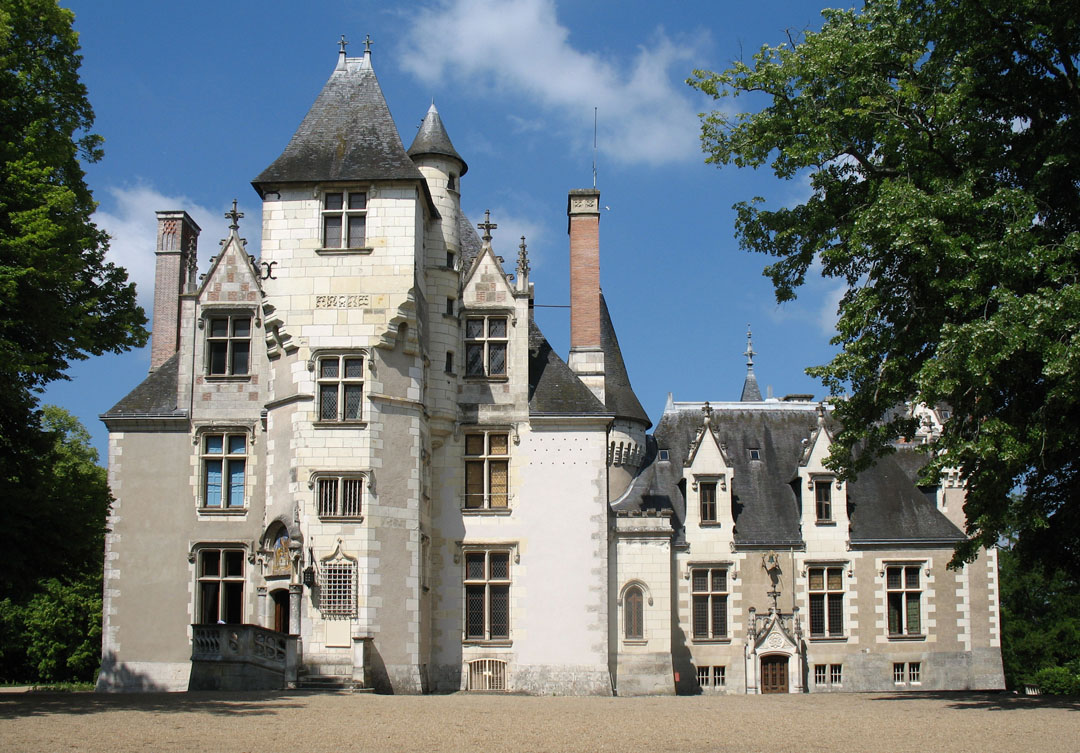
Château de Candé, local do casamento dos Windsor

O Duque de Windsor casou-se com Simpson, que havia mudado seu nome para Wallis Warfield, numa cerimônia privada em 3 de junho de 1937, no Château de Candé, próximo a Tours, na França. Quando a Igreja da Inglaterra recusou-se a sancionar a união, o reverendo Robert Anderson Jardine (Vigário de Sain Paul, Darlington), um clérigo do Condado de Durham, ofereceu-se para oficiar o consórcio. O novo rei, Jorge VI, proibiu os membros da família real de assistirem a cerimônia - Eduardo desejava particularmente a presença de seus irmãos, os duques de Gloucester e Kent, e seu primo de segundo grau, Louis Mountbatten - e isso continuou por muitos anos a irritar duque e a duquesa de Windsor.
A negação do estilo de Sua Alteza Real à Duquesa de Windsor causou conflitos, assim como o acordo financeiro - o governo recusou-se a incluir o duque ou duquesa em sua lista civil e o subsídio de Eduardo teve de ser pago pessoalmente por Jorge VI. No entanto, o duque comprometeu sua posição com o irmão ao ocultar a verdadeira extensão de seu patrimônio financeiro, quando informalmente concordou com o valor do subsídio. Eduardo havia acumulado uma fortuna com a receita do Ducado da Cornualha paga a ele enquanto príncipe de Gales e normalmente colocada à disposição do futuro rei. Jorge VI também pagou a Eduardo por Sandringham House e pelo Castelo de Balmoral, propriedades privadas do ex-rei (herdadas de seu pai) que não pertenciam à Coroa. As relações entre o Duque de Windsor e o restante da família real foram tensas durante décadas. Eduardo ficou ressentido com sua mãe, escrevendo-lhe em 1939: "[sua última carta] destruiu o último vestígio de sentimento que eu tinha por você (...) [e] tornou impossível outra correspondência normal entre nós". Nos primeiros dias do reinado de Jorge VI, o duque telefonava-lhe diariamente, importunando-o por dinheiro e insistindo na concessão do estilo de Alteza Real à duquesa, até que o rei ordenou que não lhe passassem mais chamadas do irmão.
Eduardo, então, decidiu que iria estabelecer-se na Grã-Bretanha, depois de um ou dois anos de exílio na França. Jorge VI (com o apoio de sua mãe e de sua esposa) ameaçou cortar seu subsídio se ele retornasse ao país sem um convite.

## Segunda Guerra Mundial

O Duque e a Duquesa com Adolf Hitler, em 1937

Em outubro de 1937, contra o conselho do governo britânico, o duque e a duquesa visitaram a Alemanha, onde encontraram Adolf Hitler, em seu retiro de Obersalzberg. Durante a visita, que foi bastante divulgada pelos meios de comunicação alemães, Eduardo fazia saudações nazistas. O ex-embaixador austríaco, conde Albert von Mensdorff-Pouilly-Dietrichstein, que também era um primo de segundo grau e amigo de Jorge V, acreditava que Eduardo defendia o nazismo alemão como um baluarte contra o comunismo e mesmo que defendera uma aliança com a Alemanha. A experiência de Eduardo com "as cenas de horror sem fim" durante a Primeira Guerra Mundial levou-o a apoiar a política de apaziguamento. Hitler considerava o duque amigável com a Alemanha Nazi e acreditava que as relações anglo-germânicas teriam melhorado com ele, se não tivesse abdicado. Segundo o "bom nazista" Albert Speer, Hitler teria declarado: "... Estou certo de que, através dele, teríamos alcançado relações amistosas permanentes. Se ele tivesse ficado, tudo teria sido diferente. Sua abdicação foi uma grave perda para nós".
O duque e a duquesa estabeleceram-se na França. No início da Segunda Guerra Mundial, em setembro de 1939, eles foram levados de volta à Grã-Bretanha, onde o duque, apesar de marechal de campo honorário, foi designado como major general junto à Missão Militar Britânica na França . Em fevereiro de 1940, o ministro alemão em Haia, conde Julius von Zech-Burkersroda, afirmou que o duque havia revelado os planos de guerra dos Aliados para a defesa da Bélgica. Quando a Alemanha invadiu o norte da França, em maio 1940, os Windsor fugiram para o sul, primeiro para Biarritz e depois para a Espanha. Em julho, o casal foi para Lisboa, sendo temporariamente hospedados na residência de Ricardo Espírito Santo, um banqueiro português com contatos britânicos e alemães.
Agentes nazistas tentaram sem sucesso convencer o duque a apoiar o esforço alemão e chegaram mesmo a planejar seu sequestro. Thomas Inskip, então lord chancellor, escreveu a Winston Churchill: "[o duque] é bem conhecido por ser pró-nazista e pode tornar-se um centro de intrigas". Uma entrevista "derrotista" do duque, amplamente divulgada, teria sido a gota d'água para o governo britânico: Churchill ameaçou Eduardo com a corte marcial se ele não retornasse ao solo britânico. Em agosto, um navio de guerra despachou o duque e a duquesa para as Bahamas, onde, na visão de Churchill, eles causariam menos danos ao esforço de guerra britânico.
Designado como governador das Bahamas, o duque deplorou sua posição, referindo-se às ilhas como "uma colônia britânica de terceira classe". O Ministério do Exterior britânico opôs-se veementemente quando o duque e a duquesa planejaram uma viagem a bordo de um iate pertencente ao magnata sueco Axel Wenner-Gren, a quem a inteligência americana apontou erroneamente como amigo próximo de Hermann Göring, comandante da Luftwaffe. O duque foi elogiado, no entanto, por seus esforços para combater a pobreza nas ilhas, ainda que fosse tão desdenhoso com os bahamianos como era com a maioria dos povos não-brancos do império. Sobre Étienne Dupuch, editor do Nassau Daily Tribune: "Deve-se lembrado que Dupuch é mais que metade negro e, devido à mentalidade peculiar desta raça, eles [os negros] parecem incapazes de se destacar sem perder o equilíbrio". Ele foi elogiado, até mesmo por Dupuch, pela resolução dos conflitos civis contra os baixos salários em Nassau, em 1942, embora ele tenha creditado os distúrbios aos "agitadores comunistas" e aos "homens de ascendência judaica da Europa Central, que usaram o trabalho como pretexto para obter uma dispensa de incorporação". Ele renunciou ao cargo em 16 de março de 1945.

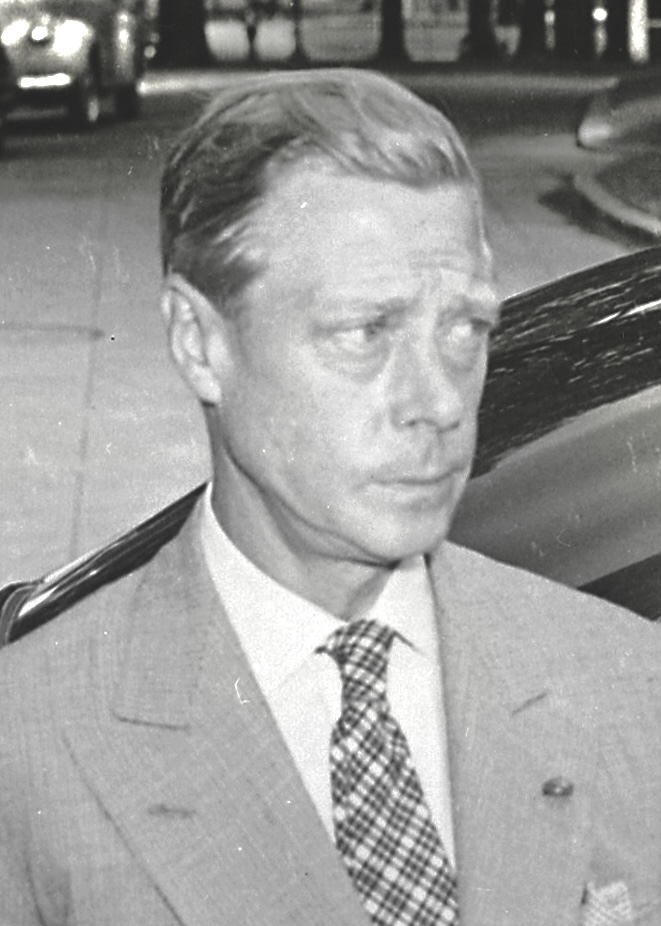
O Duque de Windsor, em 1945

Muitos historiadores sugerem que Hitler estava preparado para restaurar Eduardo como rei, na esperança de estabelecer uma Grã-Bretanha fascista. Durante a ocupação da França, o duque solicitou às forças alemãs que alocassem guardas em suas residências de Paris e da Riviera. Acredita-se que o duque e a duquesa simpatizaram com o nazismo antes e durante a Segunda Guerra Mundial e que foram transferidos para as Bahamas para minimizar as possibilidades de agirem sob esses sentimentos. Em 1940, ele disse: "Nos últimos 10 anos, a Alemanha reorganizou totalmente a ordem de sua sociedade (...) Os países que não estão dispostos a aceitar tal reorganização da sociedade e seus concomitantes sacrifícios devem orientar suas políticas em conformidade". Os planos alemães incomodaram tanto os aliados que o presidente americano Franklin Delano Roosevelt ordenou que o casal fosse vigiado por agentes disfarçados quando de sua visita a Palm Beach, na Flórida, em abril de 1941. O duque Carlos Alexandre de Württemberg (então um monge num mosteiro americano) declarou ao FBI que a duquesa relacionava-se com o embaixador alemão em Londres, Joachim von Ribbentrop, que mantinha constante contato com ele e continuava a passar-lhe segredos dos aliados.
Alguns autores afirmam que Anthony Blunt, um agente do MI5, seguindo ordens da família real britânica, teria feito no final da guerra uma visita secreta ao Schloss Friedrichshof, na Alemanha, a fim de recuperar cartas trocadas entre o Duque de Windsor, Adolf Hitler e outros líderes nazistas. O que é certo é que Jorge VI enviou o bibliotecário real, Owen Morshead, acompanhado por Blunt (então funcionário da Biblioteca Real e do Secret Intelligence Service) a Friedrichshof em março 1945 para colocar em segurança documentos relacionados à imperatriz Vitória, filha mais velha da rainha Vitória. Saqueadores roubaram parte do arquivo do castelo, incluindo cartas trocadas entre filha e mãe, bem como outros valores, alguns dos quais foram recuperados depois da guerra, em Chicago. Os documentos resgatados por Morshead e Blunt – e aqueles devolvidos pelas autoridades americanas de Chicago – foram depositados no Arquivo Real.
Após a guerra, o duque admitiu em suas memórias que admirava os alemães, mas negou ser pró-nazista. Sobre Hitler, ele escreveu: "[o] Führer pareceu-me uma figura um tanto ridícula, com suas posturas teatrais e suas pretensões bombásticas". No entanto, durante a década de 1960, ele confidenciou ao seu amigo lord Kinross: "Eu nunca pensei que Hitler fosse um mau sujeito". Na década de 1950, o jornalista Frank Giles ouviu o duque culpar o secretário do exterior britânico, Anthony Eden de ajudar a "precipitar a guerra através de seu tratamento a Mussolini (...) isso foi o que ele fez, ele ajudou a provocar a guerra (...) e, claro, Roosevelt e os judeus".

## Últimos anos
Eduardo e Wallis voltaram para a França, onde passaram o resto de suas vidas, essencialmente retirados da corte britânica. O subsídio do duque foi complementado pelo governo e pelo comércio ilegal de divisas. A cidade de Paris ofereceu ao duque uma casa na 4 Route du Champ d'Entraînement, em Neuilly-sur-Seine, ao lado do Bois de Boulogne, por um aluguel simbólico. O governo francês o isentou de pagar o imposto de renda, e o casal podia comprar produtos livres de impostos através da embaixada britânica e do comissariado militar. Em 1951, Eduardo publicou um livro de memórias (A King's Story), escrito por um ghost-writer, no qual ele expressava seu desacordo com a política liberal. Os royalties do livro foram somados à sua renda. Nove anos depois, ele escreveu um livro relativamente desconhecido, A Family Album, que trata principalmente sobre a moda e os hábitos da família real ao longo de sua vida, desde o tempo da rainha Vitória ao de seu avô e seu pai, e os seus próprios gostos.

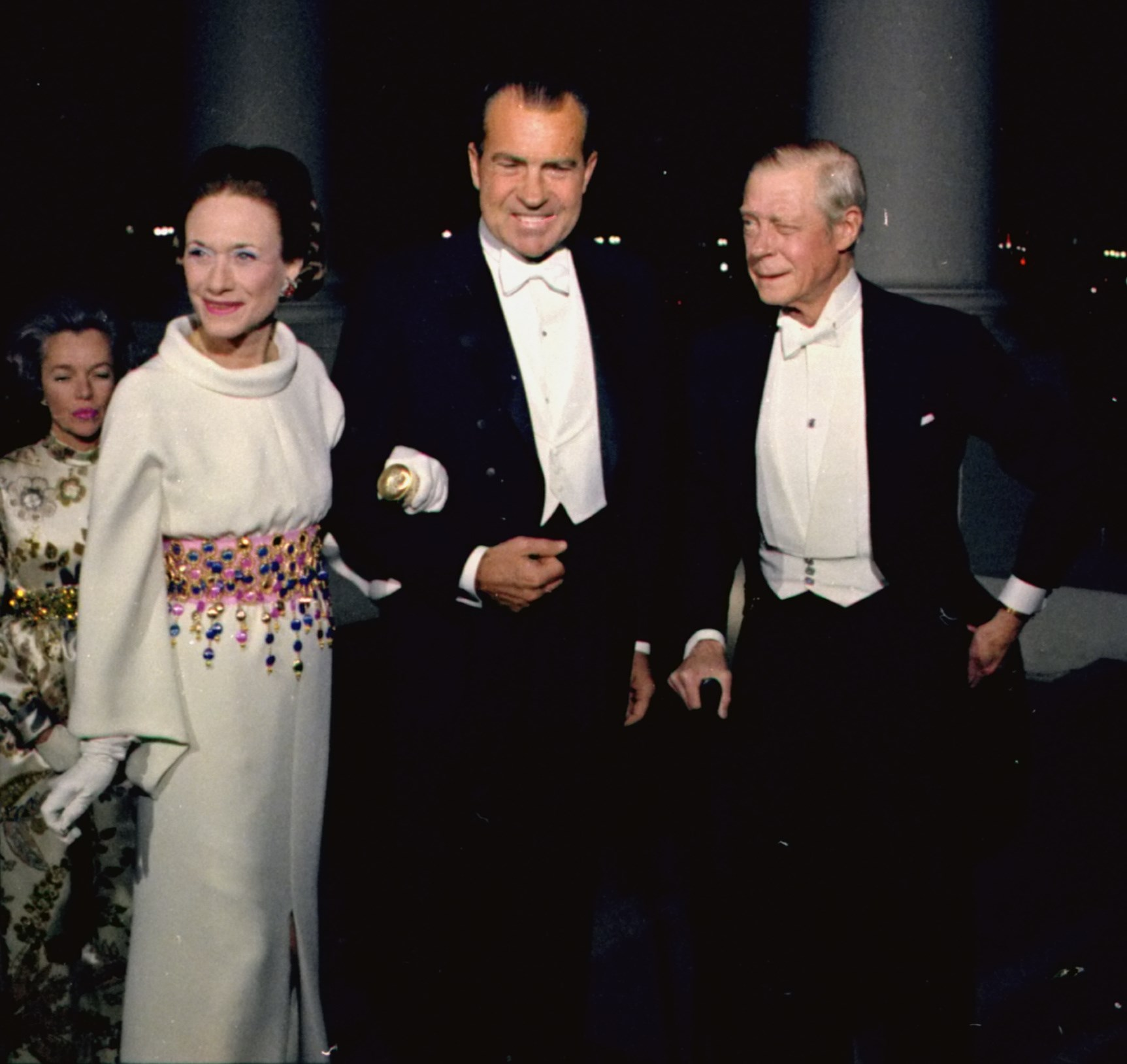
O Duque e a Duquesa de Windsor com o presidente americano Richard Nixon, em 1970

O duque e a duquesa efetivamente assumiram o papel de celebridades e eram considerados parte do café society na década de 1950 e 1960. Eles promoviam festas e viajavam com frequência a Nova Iorque – Gore Vidal, que os conheceu socialmente, mencionou a conversa vazia do duque. O casal também adorava seus cães pug.
Em junho de 1953, em vez de assistir à coroação da rainha Isabel II em Londres, o duque e a duquesa preferiram acompanhar a cerimônia pela televisão, em Paris. Eduardo alegou à época que era contrário ao precedente de um soberano ou ex-soberano participar da coroação de outro. Entretanto, ele foi pago para escrever artigos sobre a cerimônia para o Sunday Express e Women's Home Companion, bem como um pequeno livreto, The Crown and the People, 1902-1953.
Em 1955, o casal visitou o presidente Dwight D. Eisenhower na Casa Branca. Em 1956, foram convidados a participar do programa Person to Person, de Edward R. Murrow. Em 1970, concederam uma entrevista de 50 minutos à BBC e foram recebidos como convidados de honra pelo presidente americano Richard Nixon num jantar na Casa Branca.
A família real nunca aceitou totalmente a duquesa. A rainha Maria recusou-se a recebê-la formalmente. No entanto, o duque encontrou-se algumas vezes com sua mãe e seu irmão Jorge VI e compareceu aos funerais deste, em 1952. A rainha Maria permaneceu com raiva de Eduardo e indignada com o seu casamento com Wallis: "Renunciar a tudo isto para que?", disse ela. Em 1965, o duque e a duquesa voltaram a Londres, onde foram visitados por Isabel II, a princesa Marina, Duquesa de Kent, e Maria, Princesa Real e Condessa de Harewood. Uma semana depois, a princesa real morreu e eles foram ao seu funeral. Em 1967, juntaram-se à família real para o centenário de nascimento da rainha Maria. A última cerimônia real a qual o duque compareceu foi o funeral da princesa Marina, em 1968. Ele recusou o convite de Isabel II para assistir à investidura do Príncipe de Gales, em 1969, alegando que o príncipe Carlos não desejaria seu "velho tio-avô" lá.
Na década de 1960, a saúde do duque deteriorou-se. Em dezembro de 1964, ele foi operado por Michael DeBakey, em Houston, para correção de um aneurisma de aorta abdominal e, em fevereiro de 1965 teve um descolamento de retina no olho esquerdo tratado por sir Stewart Duke-Elder. No final de 1971, o duque, que era fumante desde muito jovem, foi diagnosticado com câncer de garganta e teve que ser submetido à terapia de cobalto. Isabel II visitou os Windsor em 1972, durante uma visita de Estado à França, no entanto, apenas a duquesa apareceu com a comitiva real para uma foto oficial.

### Morte
Em 28 de maio de 1972, o duque morreu em sua casa, em Paris, menos de um mês antes de seu aniversário de 78 anos. Seu corpo retornou à Grã-Bretanha e foi velado na Capela de São Jorge, Castelo de Windsor. O funeral foi realizado na capela em 5 de junho, com a presença da rainha, da família real e da Duquesa de Windsor, que hospedou-se no Palácio de Buckingham durante sua visita. Eduardo foi enterrado no Cemitério Real, atrás do mausoléu real da rainha Vitória e do príncipe Alberto, em Frogmore. Até um acordo de 1965 com a rainha Isabel II, o duque e a duquesa haviam planejado serem enterrados num lote comprado no Green Mount Cemetery, em Baltimore, onde o pai de Wallis foi enterrado.
Frágil e sofrendo cada vez mais de demência senil, a duquesa morreu 14 anos depois, sendo enterrada ao lado de seu marido como "Wallis, Duquesa de Windsor".
Na visão de historiadores, como o professor Philip Williamson, a percepção popular de que a abdicação foi impulsionada pela política e não pela moral religiosa é falsa e surge porque hoje o divórcio é muito mais comum e socialmente aceitável, de modo que as restrições religiosas que impediram Eduardo de continuar como rei enquanto casado com Wallis Simpson "parecem, injustamente, apresentar uma explicação insuficiente" para sua abdicação.

## Títulos, honras e armas

### Títulos
Como monarca do Reino Unido, recebeu o título formal de Sua Majestade, Eduardo Oitavo, pela Graça de Deus, da Grã-Bretanha, Irlanda e dos Domínios Britânicos de além-mar, Rei, Defensor da Fé, Imperador da Índia. No quotidiano, enquanto rei, era chamado de Sua Majestade, o Rei Eduardo ou simplesmente O Rei. Ao longo da sua vida, os seus títulos foram:
- 23 de junho de 1894 - 24 de maio de 1898: Sua Alteza, o Príncipe Eduardo de Iorque
- 24 de maio de 1898 - 22 de janeiro de 1901: Sua Alteza Real, o Príncipe Eduardo de Iorque[138]
- 22 de janeiro de 1901 - 9 de novembro de 1901: Sua Alteza Real, o Príncipe Eduardo da Cornualha e Iorque [nota 6]
- 9 de novembro de 1901 - 6 de maio de 1910: Sua Alteza Real, o Príncipe Eduardo de Gales
- 6 de maio de 1910 - 20 de janeiro de 1936: Sua Alteza Real, o Duque da Cornualha [nota 7]
  - Na Escócia: Sua Alteza Real, o Duque de Rothesay
- 23 de junho de 1910 - 20 de janeiro de 1936: Sua Alteza Real, o Príncipe de Gales
- 20 de janeiro de 1936 - 11 de dezembro de 1936: Sua Majestade, o Rei
  - Na Índia: Sua Majestade Imperial, o Rei-Imperador
- 11 de dezembro de 1936 - 8 de março de 1937: Sua Alteza Real, o Príncipe Eduardo
- 8 de março de 1937 - 28 de maio de 1972: Sua Alteza Real, o Duque de Windsor
  - Eduardo começou a utilizar o título imediatamente após a abdicação, conforme declaração de Jorge VI ao seu Conselho de Ascensão, mas vários meses se passaram até que o título fosse formalizado por uma carta-patente.

### Honras
| Honras britânicas - KG: Cavaleiro da Ordem da Jarreteira, 1910 - KT: Cavaleiro da Ordem do Cardo-selvagem, 1922 - KP: Cavaleiro da Ordem de São Patrício, 1927 - GCB: Grande Comandante da Ordem do Banho, 1936 - GCSI: Grande Comandante da Ordem da Estrela da Índia, 1921 - GCMG: Grão-Mestre e Cavaleiro Grã-Cruz da Ordem de São Miguel e São Jorge, 1917 - GCIE: Cavaleiro Grão-Comandante da Ordem do Império Indiano, 1921 - GCVO: Cavaleiro Grã-Cruz da Real Ordem Vitoriana, 1920 - GBE: Grão-Mestre e Cavaleiro Grã-Cruz da Ordem do Império Britânico, 1917 - KStJ: Cavaleiro da Justiça da Ordem de São João, 1917 - ISO: Membro da Ordem do Serviço Imperial, 1910 - RVC: Real Corrente Vitoriana, 1921 - MC: Cruz Militar, 1916 - FRS: Real Membro da Royal Society - PC: Conselheiro Privado do Reino Unido, 1920 - PC: Conselheiro Privado para o Canadá (Canada), 1927 | Honras estrangeiras - Grã-Cruz da Legião de Honra, 1912 - Cavaleiro da Ordem do Tosão de Ouro, 1912 - Ordem do Elefante, 1914 - Cavaleiro Grã-Cruz da Real Ordem Norueguesa de Santo Olavo, 1914 - Ordem da Anunciação, 1915 - Cruz de Guerra, 1915 - Ordem de São Jorge, 1916 - Ordem de Miguel, o Valente, 1918 - Cruz do Mérito de Guerra, 1919 - Grand Cordon de Mohamed Ali, 1922 - Ordem do Serafim, 1923 - Colar da Ordem da Carlos I, 1924 - Ordem do Mérito do Chile, 1ª Classe, 1925 - Grã-Cruz da Ordem do Condor dos Andes, 1931 - Ordem do Sol do Peru, 1931 - Banda das Duas Ordens, 1931 - Grã-Cruz da Ordem Nacional do Cruzeiro do Sul, 1933 - Grã-Cruz da Ordem de Santa Ágata, 1935 |

### Armas
Como príncipe de Gales, as armas de Eduardo as do brasão real do Reino Unido, diferenciado por um lambel de argent de três pés com um escudo representando Gales encimado por uma coroa (idêntico ao de Carlos, o atual príncipe de Gales). Como Soberano, ele portava as armas reais sem diferenciação. Após sua abdicação, ele voltou a usar as armas diferenciadas por um lambel de argent de três pés, mas dessa vez com uma coroa imperial no pé central.
| Brasão de armas de Eduardo, Príncipe de Gales (1911-1936) | Brasão de armas do rei Eduardo VIII (1936) | Brasão de armas do rei Eduardo VIII na Escócia (1936) | Brasão de armas de Eduardo, Duque de Windsor (1936-1972) |

## Ancestrais
- Este artigo foi inicialmente traduzido, total ou parcialmente, do artigo da Wikipédia em inglês cujo título é «Edward VIII», especificamente desta versão.